# Andrea Carnevale
Andrea Alessandro Carnevale (12. leden 1961, Monte San Biagio, Itálie) je bývalý italský fotbalový útočník. Od roku 2010 pracuje coby šéf skaut v Udinese.
První zápasy v nejvyšší lize odehrál v dresu Avellina v roce 1979. Po dvou letech odešel do Reggiany a poté hrál v Cagliari, Catanii a v Udinese. Odtud si jej koupil za 4 miliardy lir Neapol. Tady se setkal s Maradonou a pomohl klubu získat první titul (1986/87) v historii klubu. Druhý titul získal v sezoně 1989/90 a také s klubem vyhrál ještě Pohár UEFA 1988/89. V roce 1990 jej za 6,8 miliard lir koupil Řím. Po prvních 5 utkání vstřelil 4 branky, ale poté byl pozitivně testován z dopingu s tak celá sezona pro něj skončila. V létě 1993 odešel do Udinese. Poté byl poslán na hostování do Pescary. Fotbalovou kariéru ukončil v roce 1996 po odehraných 522 (254 v Serii A) utkání ve kterých vstřelil v 154 (Serii A 65) branek.
Za reprezentaci odehrál 10 branek a vstřelil 2 branky. Byl na OH 1988, kde odehrál všechna utkání. První zápas ale odehrál 22. dubna 1989 proti Uruguayi (1:1). Poté odehrál sedm přátelských utkání a byl vybrán do nominace na domácí šampionát 1990. Odehrál tady první dva zápasy ve skupině a poté již nenastoupil. Poté již neodehrál žádné utkání.
Po fotbalové kariéře s pokoušel v politice a v roce 2003 se zapletl do kokainových záležitostí.

## Hráčská statistika
| Sezóna  | Klub     | Liga     | Liga   | Liga | Ligové poháry | Ligové poháry | Ligové poháry | Kontinentální poháry | Kontinentální poháry | Kontinentální poháry | Celkem | Celkem |
| Sezóna  | Klub     | Soutěž   | Zápasy | Góly | Soutěž        | Zápasy        | Góly          | Soutěž               | Zápasy               | Góly                 | Zápasy | Góly   |
| ------- | -------- | -------- | ------ | ---- | ------------- | ------------- | ------------- | -------------------- | -------------------- | -------------------- | ------ | ------ |
| 1978/79 | Latina   | Serie C1 | 23     | 3    | -             | 0             | 0             | -                    | 0                    | 0                    | 23     | 3      |
| 1979/80 | Latina   | Serie C2 | 1      | 0    | -             | 0             | 0             | -                    | 0                    | 0                    | 1      | 0      |
| 1979/80 | Avellino | Serie A  | 1      | 0    | IP            | 0             | 0             | -                    | 0                    | 0                    | 1      | 0      |
| 1980/81 | Avellino | Serie A  | 10     | 1    | IP            | 2             | 0             | -                    | 0                    | 0                    | 12     | 1      |
| 1981/82 | Reggiana | Serie B  | 33     | 5    | IP            | 6             | 1             | -                    | 0                    | 0                    | 39     | 6      |
| 1982/83 | Reggiana | Serie B  | 33     | 11   | IP            | 5             | 3             | -                    | 0                    | 0                    | 38     | 14     |
| 1983    | Cagliari | Serie B  | 7      | 1    | IP            | 3             | 0             | -                    | 0                    | 0                    | 10     | 1      |
| 1983/84 | Catania  | Serie A  | 23     | 3    | IP            | 0             | 0             | -                    | 0                    | 0                    | 23     | 3      |
| 1984/85 | Udinese  | Serie A  | 27     | 7    | IP            | 3             | 1             | -                    | 0                    | 0                    | 30     | 8      |
| 1985/86 | Udinese  | Serie A  | 28     | 9    | IP            | 7             | 4             | -                    | 0                    | 0                    | 35     | 13     |
| 1986/87 | Neapol   | Serie A  | 27     | 8    | IP            | 13            | 5             | UEFA                 | 2                    | 1                    | 42     | 14     |
| 1987/88 | Neapol   | Serie A  | 18     | 2    | IP            | 4             | 2             | PMEZ                 | 1                    | 0                    | 23     | 6      |
| 1988/89 | Neapol   | Serie B  | 28     | 13   | IP            | 10            | 4             | UEFA                 | 8                    | 3                    | 46     | 20     |
| 1989/90 | Neapol   | Serie A  | 31     | 8    | IP            | 5             | 1             | UEFA                 | 6                    | 0                    | 42     | 9      |
| 1990/91 | Řím      | Serie A  | 5      | 4    | IP            | 1             | 0             | UEFA                 | 2                    | 1                    | 8      | 5      |
| 1991/92 | Řím      | Serie A  | 21     | 4    | IP+IS         | 4+0           | 1+0           | PVP                  | 3                    | 3                    | 28     | 8      |
| 1992/93 | Řím      | Serie A  | 25     | 7    | IP            | 6             | 4             | UEFA                 | 6                    | 1                    | 37     | 12     |
| 1993    | Udinese  | Serie A  | 10     | 0    | IP            | 1             | 0             | -                    | 0                    | 0                    | 11     | 0      |
| 1993/94 | Pescara  | Serie B  | 24     | 14   | IP            | 0             | 0             | -                    | 0                    | 0                    | 24     | 14     |
| 1994/95 | Udinese  | Serie B  | 16     | 7    | IP            | 2             | 2             | -                    | 0                    | 0                    | 18     | 9      |
| 1995/96 | Pescara  | Serie B  | 28     | 10   | IP            | 1             | 0             | -                    | 0                    | 0                    | 29     | 10     |
| Celkem  | Celkem   | Celkem   | 420    | 117  | -             | 73            | 28            | -                    | 29                   | 9                    | 522    | 154    |

## Úspěchy

### Klubové
- 2× vítěz italské ligy (1986/87, 1989/90)
- 2× vítěz italského poháru (1986/87, 1990/91)
- 1× vítěz poháru UEFA (1988/89)

### Reprezentační
- 1× na MS (1990 – bronz)
- 1× na OH (1988)

### Vyznamenání
Řád zásluh o Italskou republiku (30. 9. 1991) z podnětu Prezidenta Itálie 